# Gerard Hallock
Gerard Hallock   (Pottstown, 4 de juny de 1905 - Essex, 26 de maig de 1996) va ser un jugador d'hoquei sobre gel estatunidenc que va competir durant les dècades de 1920 i 1930. Estudià a la Universitat de Princeton.
El 1932 va prendre part en els Jocs Olímpics de Lake Placid, on guanyà la medalla de plata en la competició d'hoquei sobre gel.